# Jack Hendry
Jack Hendry (Glasgow, Gran Glasgow, Escocia, 7 de mayo de 1995) es un futbolista escocés que juega de defensa en el Al-Ettifaq Club de la Liga Profesional Saudí.

## Trayectoria

### Partick Thistle
Hendry se unió al Partick Thistle en agosto de 2014. Debutó con el primer equipo en la última jornada de la temporada 2014-15 en el empate sin goles contra el Motherwell en Fir Park el 23 de mayo de 2015.
El 2 de junio de 2015 renovó contrato con el club por un año.

### Wigan Athletic
El 1 de septiembre de 2015 fichó por el Wigan Athletic. Se fue a préstamo al Shrewsbury Town de la League One en marzo de 2016 hasta el final de la temporada.
Se fue a préstamo nuevamente la temporada siguiente, el 31 de agosto de 2016 al Milton Keynes Dons de la League One, hasta enero de 2017. Debutó con los Dons en la Copa de la Liga contra Peterborough United.

### Dundee
Hendry firmó un contrato por dos años con el Dundee en julio de 2017. Rápidamente ganó la titularidad en el equipo en su primera temporada. El Dundee rechazó una oferta de Celtic por el jugador en enero de 2018, para luego aceptar una nueva oferta el 31 de enero.

### Celtic
El Celtic fichó al jugador por cuatro años y medio el 31 de enero de 2018. Debutó con el club en la derrota de visita por 1-0 contra el Kilmarnock el 3 de febrero.

## Selección nacional
Fue llamado para la selección de Escocia en marzo de 2018 para los amistosos contra Costa Rica y Hungría. Debutó el 27 de marzo en la victoria por 1-0 contra Hungría.

### Participaciones en Eurocopas
| Copa          | Sede     | Resultado    | Partidos | Goles |
| ------------- | -------- | ------------ | -------- | ----- |
| Eurocopa 2020 | Europa   | Primera fase | 1        | 0     |
| Eurocopa 2024 | Alemania | Primera fase | 3        | 0     |

## Clubes
| Club                                | País           | Año       |
| ----------------------------------- | -------------- | --------- |
| Partick Thistle F. C.               | Escocia        | 2015      |
| Wigan Athletic F. C.                | Inglaterra     | 2015-2017 |
| Shrewsbury Town F. C. (préstamo)    | Inglaterra     | 2016      |
| Milton Keynes Dons F. C. (préstamo) | Inglaterra     | 2016      |
| Dundee F. C.                        | Escocia        | 2017-2018 |
| Celtic F. C.                        | Escocia        | 2018-2021 |
| Melbourne City F. C. (préstamo)     | Australia      | 2020      |
| K. V. Oostende (préstamo)           | Bélgica        | 2020-2021 |
| K. V. Oostende                      | Bélgica        | 2021      |
| Club Brujas                         | Bélgica        | 2021-2023 |
| U. S. Cremonese (préstamo)          | Italia         | 2022-2023 |
| Al-Ettifaq Club                     | Arabia Saudita | 2023-     |

## Palmarés

### Títulos nacionales
| Título                      | Club         | País    | Año  |
| --------------------------- | ------------ | ------- | ---- |
| Scottish Premiership        | Celtic F. C. | Escocia | 2018 |
| Copa de Escocia             | Celtic F. C. | Escocia | 2018 |
| Copa de la Liga de Escocia  | Celtic F. C. | Escocia | 2019 |
| Scottish Premiership        | Celtic F. C. | Escocia | 2019 |
| Copa de Escocia             | Celtic F. C. | Escocia | 2019 |
| Copa de la Liga de Escocia  | Celtic F. C. | Escocia | 2020 |
| Primera División de Bélgica | Club Brujas  | Bélgica | 2022 |
| Supercopa de Bélgica        | Club Brujas  | Bélgica | 2022 |